# ZWI
ZWI is een historisch merk van motorfietsen.
De bedrijfsnaam was: Stefan Ausländer, Tel Aviv.
Dit is het enige Israëlische motormerk, dat opgericht was door de uit Hongarije afkomstige ex-coureur Stefan Ausländer. ZWI bouwde uitsluitend 123cc-tweetakten met JAP- en Villiers-blokken. De productie begon in 1952 en eindigde in 1955.